# Regina (paquebot)
Westernland
Pour les articles homonymes, voir Régina (homonymie).
Le Regina est un paquebot britannique construit à partir de 1913 pour la Dominion Line par les chantiers Harland & Wolff de Glasgow. Terminé à la va-vite pour servir dans le cadre de la Première Guerre mondiale, il sert de 1918 à 1920 pour rapatrier des soldats américains et transporter des migrants. Le navire est ensuite terminé à Belfast et entre en service commercial en mars 1922, sur la ligne à destination du Canada.
En 1925, la Dominion Line est absorbée par la White Star Line et le Regina poursuit sa carrière pour le compte de cette dernière, toujours sur la ligne canadienne. Fin 1929, il est transféré à la Red Star Line qui l'exploite sous le nom de Westernland entre Anvers et New York à partir de 1930. Durant la décennie qui suit, il connaît plusieurs propriétaires mais ne change ni de nom, ni de service.
À la suite de l'invasion allemande des Pays-Bas, le Westernland est conduit au Royaume-Uni, où il sert un temps d'abri au gouvernement néerlandais en exil, avant d'être utilisé comme transport de troupes. Finalement, après plusieurs plans de reconversion avortés, le paquebot est démoli en 1947.

## Histoire

### Construction et service de guerre
Le Regina est mis en construction dans les chantiers Harland & Wolff de Glasgow en 1913. Conçu comme jumeau du Pittsburgh, il fait partie d'un vaste programme de construction de six navires destinés aux flottes de l'International Mercantile Marine Co. et de la Holland America Line. Le Regina est pour sa part destiné à la Dominion Line, qui exploite la ligne du Canada. Le navire est lancé le 19 avril 1917, en pleine Première Guerre mondiale.
Il est alors remorqué à Belfast pour être rapidement équipé de ses machines et entrer en service aussitôt que possible pour répondre aux besoins croissants dus à la guerre. C'est donc un navire inachevé, pourvu d'une seule de ses deux cheminées et avec des installations incomplètes, qui effectue son voyage inaugural le 26 octobre 1918 entre Liverpool et Boston pour rapatrier des troupes américaines et transporter des émigrants quittant l'Europe dévastée par le conflit. Ce service impromptu s'achève en août 1921, et le navire regagne les chantiers Harland & Wolff de Belfast pour être terminé.

### De la Dominion à la White Star

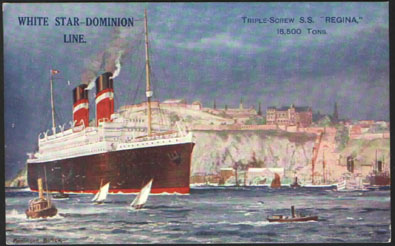
Le Regina sert durant ses premières années sous les couleurs de la Dominion Line.

Le 2 mars 1922, le Regina est terminé et effectue ses essais en mer avant de gagner Liverpool. Les choses ont cependant bien changé depuis sa conception et la flotte de la Dominion Line est depuis 1921 propriété de la Frederick Leyland & Co.. Néanmoins, afin de conserver la clientèle de la compagnie, les navires continuent de naviguer sous ses couleurs et c'est donc pour le service conjoint de la Dominion et de la White Star Line que le Regina effectue son voyage inaugural le 16 mars entre Liverpool, Halifax et Portland. Le paquebot est ainsi le symbole de l'organisation labyrinthique de l'International Mercantile Marine Co. à l'intérieur de laquelle le rôle dévolu à chaque compagnie est assez fluctuant. Dans les temps qui suivent, le Regina sert aux côtés du Canada, du Canopic et du Megantic pour assurer un service hebdomadaire entre Liverpool, Québec et Montréal.
En février 1923, le paquebot fait une unique escale dans les Bermudes pour y déposer du personnel. En juin 1924, le navire est à l'origine d'une innovation : il transporte vers Liverpool 572 passagers de classe cabine, et 652 en troisième classe, mais la plupart de ces derniers ne sont pas des immigrants mais des étudiants américains et canadiens partant en vacances en Europe. Cette mode des « College Tours » donne naissance à une troisième classe accueillant des passagers plus aisés, mieux servis et mieux logés, contre des tarifs plus élevés, qui devient la « troisième classe touriste » alors que les migrants se font de plus en plus rares. À la même époque, le Regina est rejoint par un paquebot semblable construit pour la White Star, le Doric.
En novembre 1925, la Dominion Line disparaît, absorbée par la White Star, et le Regina effectue sa dernière traversée sous ses couleurs d'origine. Il effectue sa première traversée sous la livrée de la White Star Line le 12 décembre suivant entre Liverpool et New York via Halifax, sans être renommé néanmoins, contrairement à l'habitude qui veut que les noms des paquebots de la compagnie se terminent en « -ic ». Durant les années qui suivent, il sert alternativement la ligne de New York via Halifax durant l'hiver, et celle de Montréal via Québec les mois d'été. Il est également occasionnellement affecté à des croisières, et c'est lors de l'une d'elles qu'il heurte, le 3 novembre 1926, le vapeur Carrabulle à Cuba, sans gros dommages.
En 1927, la White Star quitte l'IMM pour être intégrée à la Royal Mail de Lord Kylsant, ce qui complique plus encore les questions de propriété des navires. Elle continue cependant à exploiter le Regina jusqu'à une dernière traversée le 1er novembre 1929, après quoi le navire revient à son propriétaire initial, la Leyland Line, qui le transfère à la Red Star Line et le renomme Westernland.

### La Red Star et les dernières années

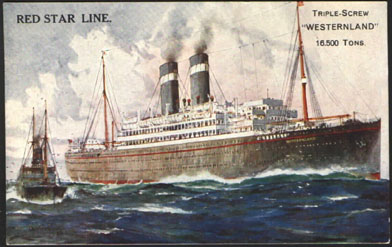
Le Westernland sert sous les couleurs de la Red Star Line, y compris lors de son rachat par d'autres entreprises.

Le 10 janvier 1930, le Westerland effectue sa première traversée sur la ligne d'Anvers à New York via Southampton et Cherbourg, sur laquelle il sert aux côtés du Pennland et du Belgenland en remplacement de l'Arabic. Ce service ne dure que quelques années car en 1934, la Red Star Line connaît de grandes difficultés ; le destin de sa compagnie étant incertain,le navire est immobilisé à quai en décembre 1934. Début 1935, cependant, l'homme d'affaires hambourgeois Arnold Bernstein rachète le Westernland et le Pennland et continue à les faire servir entre Anvers et New York sous les couleurs et le nom de leur compagnie d'origine, le Westernland reprenant son service en mars 1935.
Reconverti pour transporter uniquement des touristes, le Regina transporte également de plus en plus de voitures à travers l'Atlantique. Durant ces années, il intervient pour sauver deux membres d'équipage du navire français Satanile le 31 décembre 1935, puis l'unique survivant du naufrage de l’Isis, de la Hamburg America Line, le 8 novembre 1938 (ce dernier naufrage ayant fait 39 victimes). Dans le même temps, le sort de la compagnie est fragilisé par l'arrestation d'Arnold Bernstein, en 1937, en vertu des lois antisémites alors appliquées en Allemagne nazie. L'entreprise est finalement vendue en 1939 à la Holland America Line qui continue à exploiter la ligne d'Anvers à New York.
En avril 1940, après l'invasion des Pays-Bas par l'Allemagne, le navire quitte Anvers pur Falmouth, où il devient le quartier général provisoire du gouvernement néerlandais en exil. Après cette première mission, il est utilisé de juin 1940 à novembre 1942 comme transport de troupes. Racheté par l'Amirauté britannique pour 450 000 livres, pour être converti en dépôt flottant et navire d'assistance aux destroyers, mais le plan avorte.
Après guerre, la Cunard-White Star Line devient affréteur temporaire du navire et envisage de le reconvertir pour l'affecter à sa ligne canadienne, mais les coûts sont trop élevés et le projet est abandonné. Le navire est à nouveau immobilisé. En octobre 1946, le paquebot est vendu à Christian Salvesen de Leith, qui envisage d'en faire un baleinier, mais le projet est également abandonné car l'exploitation d'un navire âgé de trente ans et fonctionnant au charbon est trop coûteuse. Le paquebot est donc finalement vendu le 15 juillet 1947 à la British Iron & Steel Corporation et sa démolition débute au mois d'août suivant.

## Caractéristiques

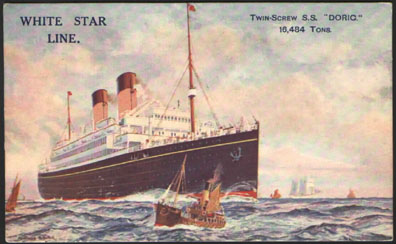
Construit pour la White Star Line en 1923, le Doric est un sister-ship du Regina et sert avec lui sur la ligne canadienne.

Le Regina est conçu sur le même modèle que le Pittsburgh et que le Doric, malgré un tonnage légèrement différent. C'est un navire de taille moyenne, mesurant 183,2 mètres de long, hors tout sur 20,6 mètres de large, avec une jauge brute de 16 313 tonneaux. Les trois navires affichent une silhouette similaire avec une superstructure surmontée de deux cheminées, entourées de deux mâts. Durant sa carrière, le Regina/Westernland arbore tour à tour sur ses cheminées les couleurs de la Dominion Line, rouges et blanches (de 1922 à 1925), de la White Star Line en ocre bru surmonté de noir (1926-1929) et de la Red Star Line, en noir à bande blanche (à partir de 1930 jusqu'à la fin de sa carrière). Comme ses jumeaux, le Regina est un temps équipé des grands bossoirs de type Topliss en forme de grue, jusqu'à ce qu'il apparaisse que ces dispositifs sont très compliqués d'utilisation comparés aux modèles plus anciens : ils sont retirés des trois navires aux alentours de 1927.
Le Regina utilise une propulsion mixte à trois hélices, les hélices latérales étant actionnées par des machines alternatives à triple expansion tandis que l'hélice centrale est mue par une turbine basse pression. L'ensemble, d'une puissance de 12 000 ihp, propulse le paquebot à une vitesse moyenne de 15 nœuds,.
À l'origine, le navire est conçu pour transporter 631 passagers de classe cabine et 1 824 passagers de troisième classe, soit un total de 2 455 passagers pour un équipage de 280 personnes. En 1929, sa capacité est revue avec 350 passagers de cabine, autant de touriste, et 800 de troisième (1 500 au total). Enfin, en 1935, sa capacité est réduite à 550 passagers, uniquement en classe touriste.